# Leinavatn
Leinavatnet (nordsamisk: Lenesjávri) er en sø der ligger på grænsen mellem Norge og Sverige. Den norske del, som udgør så godt som hele søen, ligger i Bardu kommune i Troms og Finnmark fylke. Søen er forbundet med søen Altevatnet med et smalt sund, og de afvandes til Barduelva.

## Eksterne kilder og henvisninger
- Om Leinavatnet på Store Norske Leksikon